# Novedrate
Novedrate är en ort och kommun i provinsen Como i regionen Lombardiet i Italien. Kommunen hade 2 853 invånare (2018).